# Альтшулер, Моисей Соломонович
Моисей Соломонович Альтшулер (Альтшуллер; 21 августа 1922, Переяслав, Киевская губерния — неизвестно) — советский скульптор. Работал в монументальной, декоративной и станковой скульптуре.

## Биография
Моисей Альтшулер родился 21 августа 1922 года в городе Переяслав (Украина). С 1937 по 1941 год учился в Киевской художественной школе.
Принимал участие в Великой Отечественной войне. В 1946 году демобилизовался и поступил в Московский институт прикладного и декоративного искусства. В 1952 году окончил институт (дипломная работа — проект памятника М. Ю. Лермонтову, руководитель М. Г. Манизер). Своим учителем также называл профессора Киевского художественного института М. И. Гельмана.
В 1946 году вступил в КПСС. С 1953 года принимал участие в художественных выставках. В 1957 году стал членом Союза художников СССР. Принимал участие в зарубежных выставках: в Польше (1975) и в Канаде (1976). В 1988 году эмигрировал в США.

## Работы

### Монументальная скульптура
- Памятник А. С. Пушкину в Полотняном Заводе Калужской области (1956; бетон)
- Памятник А. С. Пушкину в Ярославле (1957)
- Памятник Карлу Марксу в Ростове-на-Дону (1959; бронза, гранит; архитектор М. А. Минкус)[2]
- Памятник В. И. Ленину в Барановичах (1960; бронза, гранит; архитекторы Н. Миловидов, С. Ожегов, А. Маренич[бел.])
- Памятник строителям Волжской ГЭС в Волгограде (1962; алюминий, железобетон; соавторы И. Бродский, Д. Народицкий)[3]
- Проект памятника героям Бреста (1964; архитекторы А. Макаров[бел.], А. Маренич, Н. Миловидов, Г. Саевич, М. Былинкин)[2]
- Памятник Освобождения[бел.] в Бресте (1965; архитекторы А. Горбачёв[бел.], Н. Миловидов)
- Памятник В. И. Ленину[бел.] в Пинске (1970; бронза, гранит; архитектор Н. Миловидов, В. Макорин[бел.])[2]
- Мемориальный комплекс «Урочище Гай» в Барановичах (1972; кованая медь, литой металл, железобетон; архитекторы А. Макаров, А. Маренич, Н. Миловидов)[2]
- Мемориал «Стражам границ» в Бресте (1972; гранит; архитекторы А. Горбачёв, Н. Миловидов)[2]
- Памятник партизанам в Пржевальском Смоленской области (1978; кованая медь; архитекторы Ю. Абрамейцев, В. Попов)[2]
- Въездной знак в Бресте (1979; кованая медь, железобетон; архитектор Н. Миловидов)[2]
- Памятник А. С. Пушкину в Бендерах (1980; алюминий, гранит)

### Станковая скульптура
- Боксёры (1953; цемент, мрамор; соавтор С. Л. Савицкий)[1]
- Охотники (1954; чугун)[1]
- Фигура А. С. Пушкина (1954, 1976; литой металл)[2]
- А. П. Чехов (1957; гипс)[1]
- Коллективизация (1957; бронза)[1]
- А. С. Макаренко и беспризорные» (1958; гипс)[1]
- Начало новой Волги (С. М. Киров на Волге в 1919 г.; 1959; гипс)[1]
- Полуфигура Г. И. Петровского (1961; чугун)[2]
- Портрет К. Маркса (1961; гранит)[1]
- Фигура Ф. Энгельса (1962; мрамор)[1]
- Ленин и дети (1963; бронза)[1]
- Горький и Уэллс (1970; бронза)[2]
- Студенты (1974; гипс)[2]

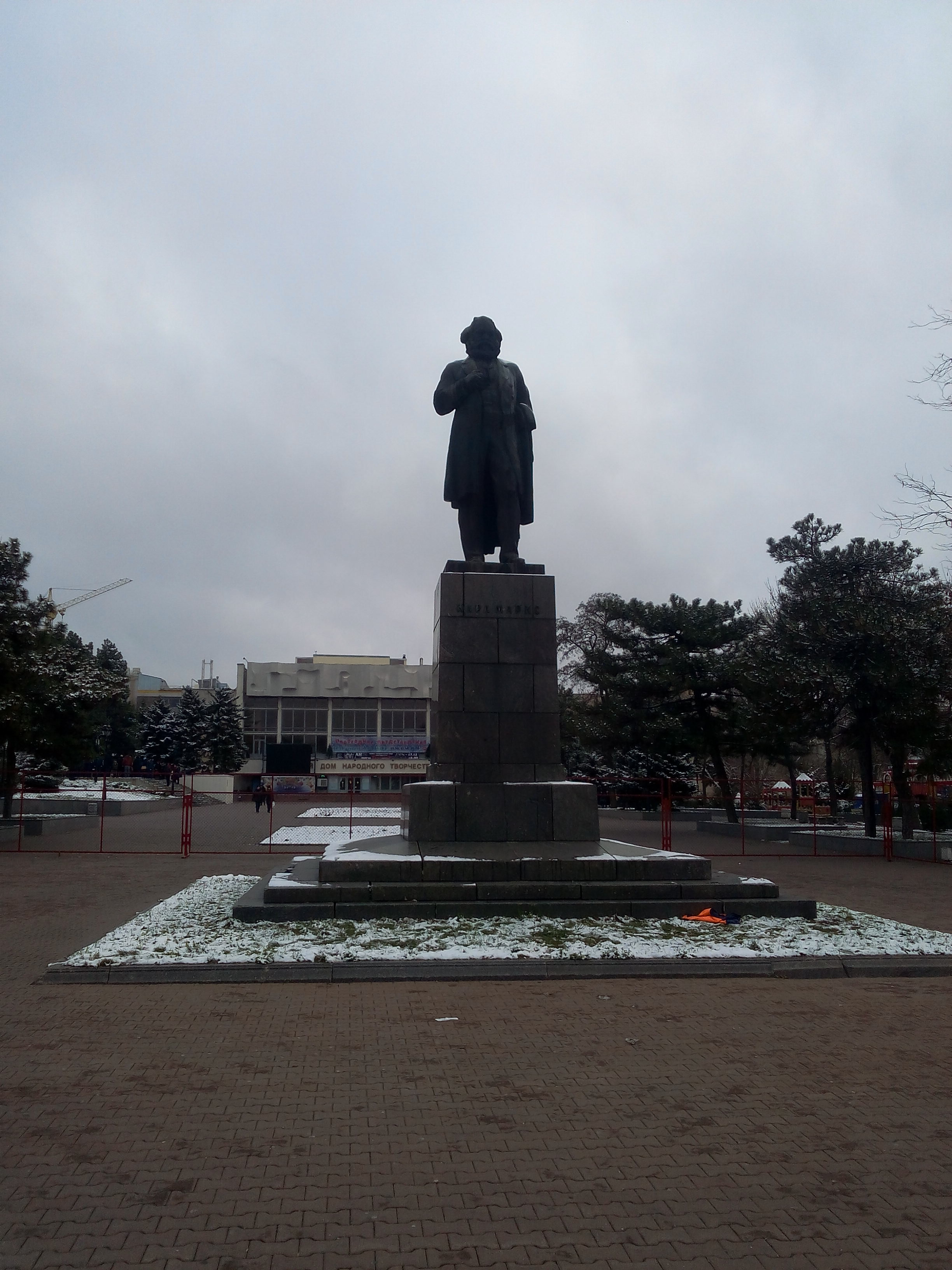
Памятник Карлу Марксу в Ростове-на-Дону
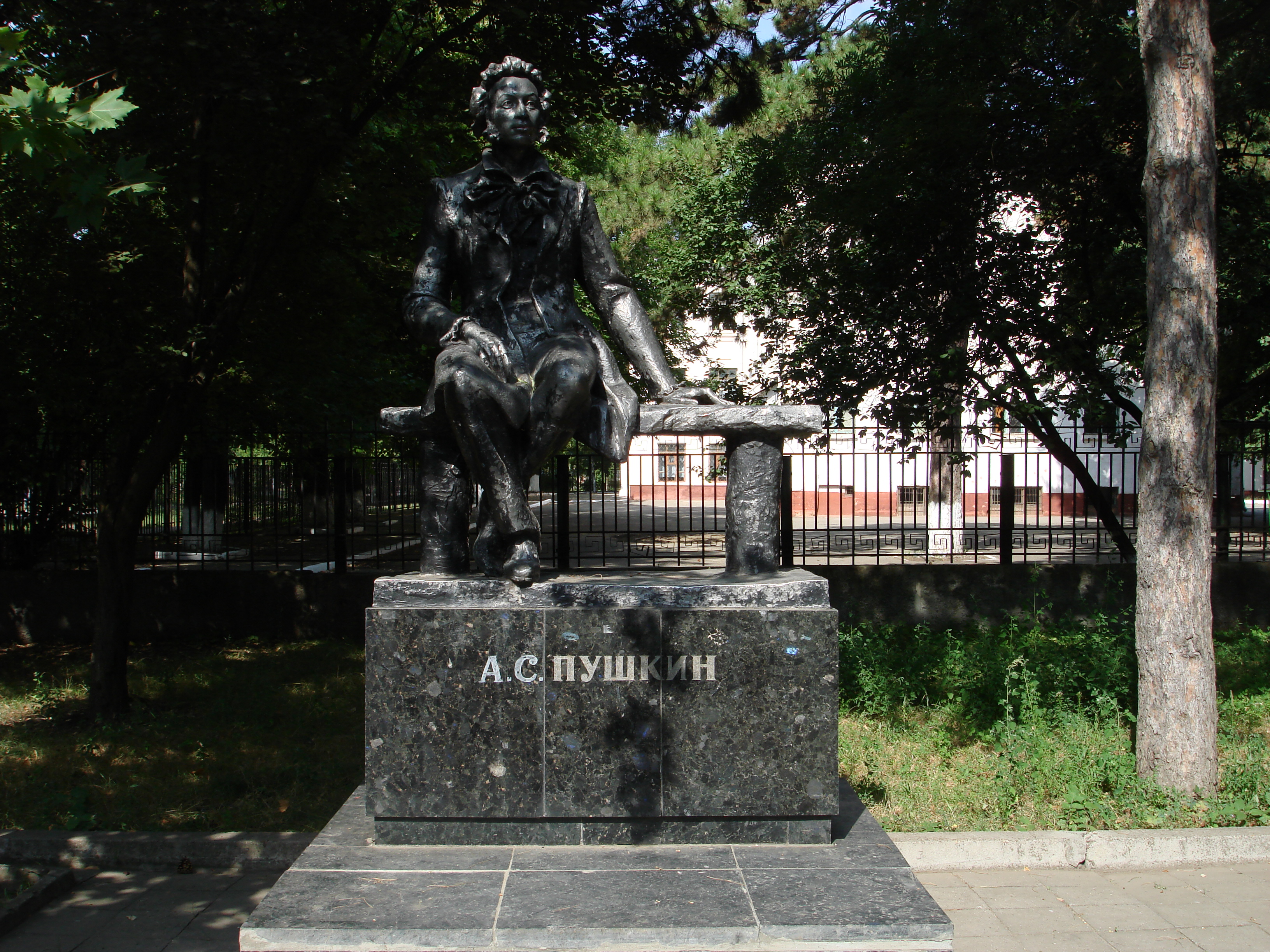
Памятник А. С. Пушкину в Бендерах
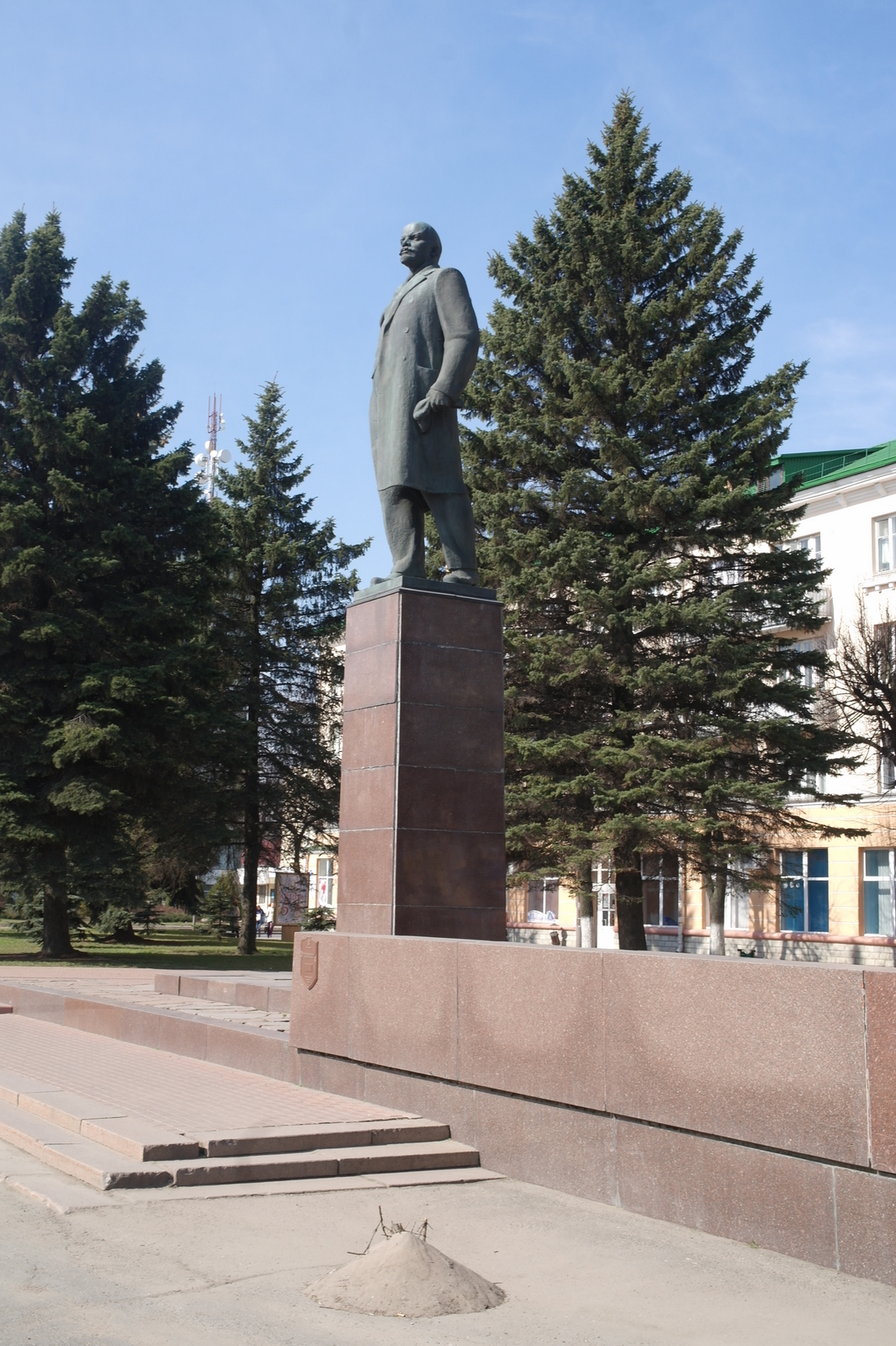
Памятник В. И. Ленину в Барановичах
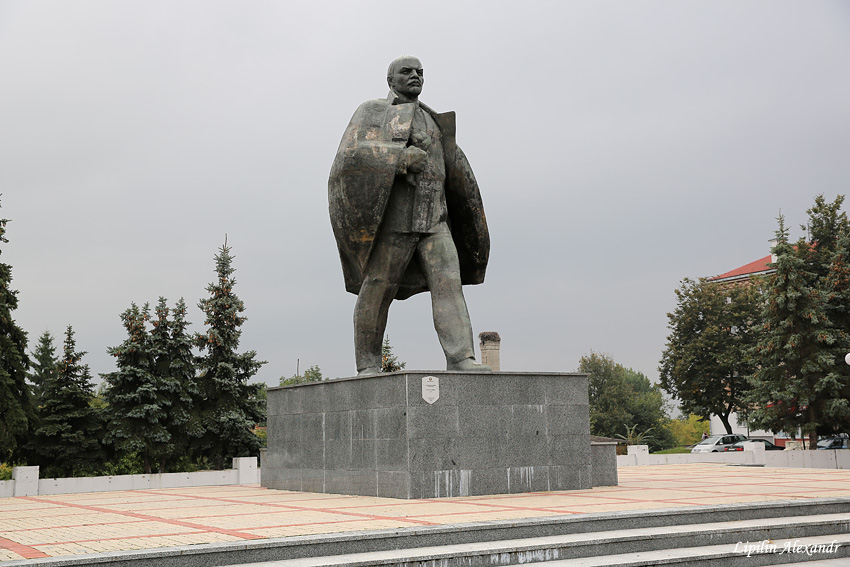
Памятник В. И. Ленину[бел.] в Пинске
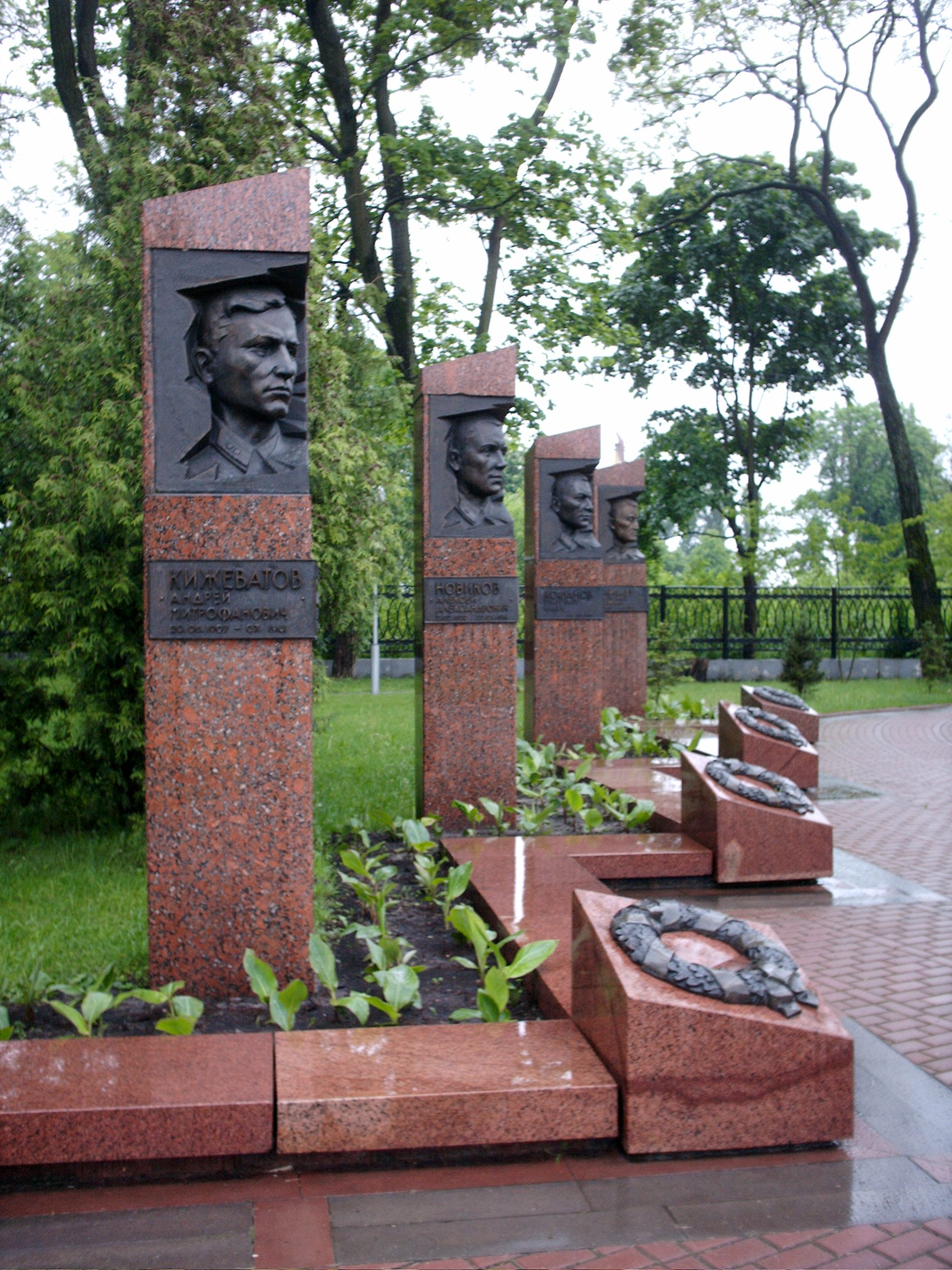
«Стражам границ» в Бресте
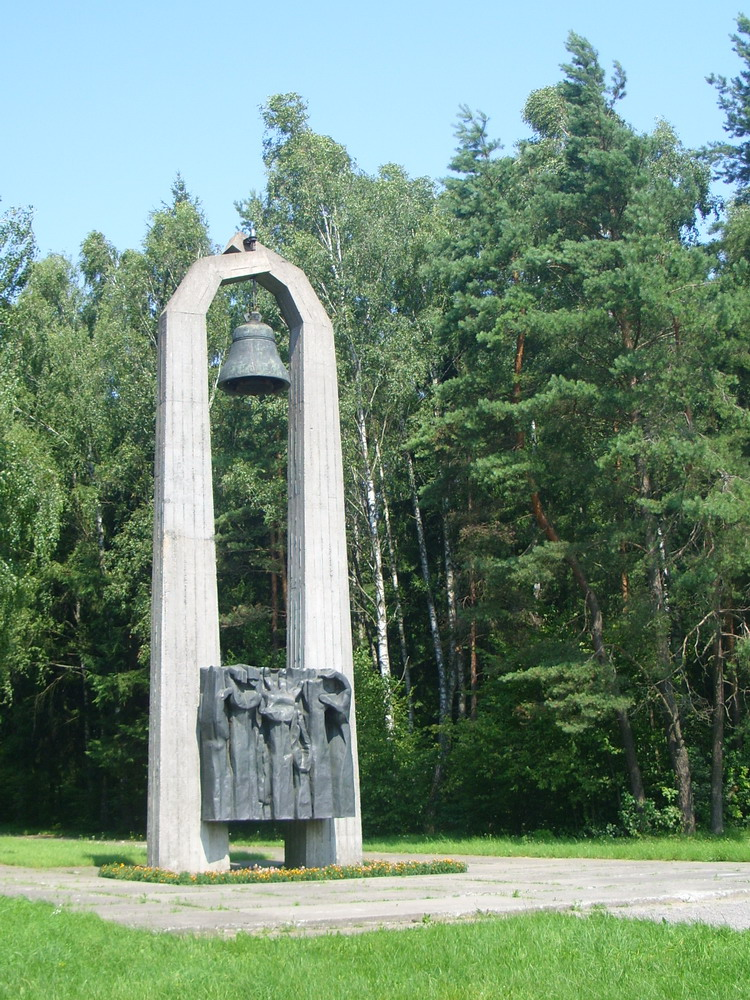
Мемориальный комплекс «Урочище Гай» в Барановичах

## Награды
- Медаль «За победу над Германией в Великой Отечественной войне 1941—1945 гг.»[4]